# Народна војска (Кнежевина Србија)
Народна војска била је најбројнији део српске војске у периоду 1861—1882. године. Основана од кнеза Михаила Обреновића, српска народна војска састојала се од свих способних грађана и сељака од 20-50 година организованих по територијалном принципу у локалне јединице: општинске чете, батаљоне на нивоу срезова и окружне бригаде. Ове милицијске јединице добијале су оружје од државе и обучаване су од стране професионалних официра недељом и празником у среским (батаљони) и окружним средиштима (бригаде). Лоше опремљена и обучена, Народна војска показала се релативно слабо у Српско-турским ратовима (1876-1878) и распуштена је 1882. Неке јединице распуштене Народне војске у источној Србији побуниле су се против владе краља Милана 1883, али су потучене од стајаће војске током краткотрајне Тимочке буне.

## Организација и опрема

### 1861
Године 1861. кнез Михаило Обреновић донео је закон о оснивању српске народне војске, која је регрутовала све мушкарце од 20 до 50 година на обавезну војну службу. Народна војска је била подељена на прву (војници млађи од 35 година) и другу класу, организовану у територијалне чете (по општинама), батаљоне (по срезовима, 62 на броју) и пукове (17, по један у сваком округу). Било је и 17 ескадрона коњице, 17 пионирских јединица од по 60 људи и 6 артиљеријских батерија (1.200 људи). Прва класа је могла да мобилише око 50.000 људи, друга око 40.000. Сваки округ је при окружном начелству имао своје војно одељење, са по неколико редовних официра и подофицира, који су организовали регрутацију, снабдевање, наоружавање и обуку војних обвезника, који су тако постали резервисти српске војске. Војна обука се обављала недељом и празницима: батаљони су се обучавали 2 дана сваке друге недеље, а пукови 15 дана у години. Подофицире и официре до чина капетана бирали су из простог народа, углавном сељака, окружни начелници по предлогу председника општина, команданте батаљона и ескадрона бирао је министар војни по предлогу окружног начелника, а команданте пукова постављао је сам кнез. Служење војске било је бесплатно, а од војника се очекивало да сами обезбеде оружје, одећу и обућу, док су од државе добијали само муницију и храну.
Српска народна војска је по свом оснивању постојала само на папиру: мање од половине бораца имало је исправне пушке, већином старе глаткоцевне кремењаче турске и аустријске производње. Стога су од 1862. војници добијали оружје од државе: свега око 15.000 кремењача било је преправљено у каписларе у јединој српској фабрици оружја у Крагујевцу (отвореној 1856). На молбу српске владе, 1863. Србија је добила на поклон од Русије 31.000 старих глаткоцевних мускета кремењача (или 39.200 мускета капислара): ове мускете су у Крагујевцу прерађене у пушке каписларе (познате у Србији као руска пушка) и постале су стандардно оружје народне војске.

### 1868
Године 1866. отворене су нове војне школе у Београду и Крагујевцу, за основну обуку официра народне војске из тактике, утврђења и топографије. Године 1867. у београдском Арсеналу направљене су прве српске пушке острагуше система Грин (Гриноваче), преправљањем пушака капислара увезених из Аустрије.
По сачуваним извештајима аустроугарског посланика у Београду, Бењамина Калаја, из године 1868, српска народна војска има 18 бригада (у сваком округу једну, само у Пожаревцу две), а оне у свом саставу имају 84 батаљона. Један батаљон требало би да се састоји од 1.200 војника. Имају неких 28.000—30.000 пушака преправљених у острагуше, од оружја које је Аустрија неко време испоручивала у Америку, а које међутим нису баш много добре.
Батаљони су имали по правилу 1.200 људи, али Калај сматра да је у просеку само половина, око 50—60.000 њих присутно на вежбама које се одвијају по батаљонима. Тако је у смедеревском округу бројно стање 4 батаљона износило 3.219 људи, тј. око 800 по батаљону. Већа концентрација трупа спроводи се само на неколико места, углавном у околини Београда. Наоружање народних војника састојало се претежно од застарелих пушака острагуша са капислама (Гриноваче), којих није било довољно ни за половину војника (остатак је био наоружан руским и белгијским спредњачама). Указује се и на то да се народна војска сама старала за одећу, храну, и да оружје које добије од државе откупљује за готов новац, тако да она не кошта државу готово ништа.
На маневрима народне војске одржаним 26. маја 1868. у близини Београда, учествовала су 3 батаљона пешадије, 1 ескадрон коњице (140 људи) и две батерије са 12 топова, укупно 2.859 војника. Калај истиче се да се „пешадија сасвим добро показала, али коњица, као и артиљерија, која се налази у веома примитивном стању, биле су слабе. Народна војска провела је 8 дана у логору, под шаторима који су набављени у Француској“.
По Калајевом закључку: упркос запаженим напорима за повећање и побољшање врсте пушака и бојне готовости уопште, кнежевина Србија биће „још дуго времена неспособна за једну офанзивну акцију“. Недостаци се нарочито запажају по недовољном броју оспособљених официра, лошим путевима, малим могућностима транспорта.

### 1876
По Јовану Ристићу, пред Српско-турски рат (1876—1878), народна војска имала је 80 пешадијских батаљона прве и исто толико друге класе, окупљених у бригаде по окрузима. По војној подели земље, било је тада 18 бригада прве и исто толико друге класе, које су носиле име свог округа, из којега су регрутоване. Осамнаест бригада прве класе образовало је шест дивизија (Дунавска, Шумадијска, Јужно-Моравска, Западно-Моравска, Тимочка и Дринска), а бригаде друге класе сматране су као помоћне трупе. Од осталих родова војске народна војска имала је:
- 33 коњичка ескадрона,
- 18 пионирских чета,
- 5 пукова тешке пољске артиљерије (од 3 батерије по 8 топова),
- 7 батерија брдске артиљерије,
- за сваку бригаду прве класе по једну лаку пољску батерију (по 4 топа), које су називане бригадне батерије.

Пешадија прве класе била је наоружана већином пушкама острагушама Пибоди, док је остатак прве класе имао острагуше Гриноваче. Друга класа била је наоружана старим руским и белгијским спредњачама. Сви топови (система Ла Ит, произведени у тополивници у Крагујевцу) били су изолучени и пуњени су спреда, осим једне једине Крупове батерије. Осим ове пољске (покретне) артиљерије, која је улазила у састав трупа за оперативне задатке, било је на разним утврђењима и позиционих топова и мерзера, углавном старије, глатке артиљерије већег калибра.
Само војници прве класе добијали су комплетну униформу (шињел, блузу, чакшире и шајкачу) од државе, изузев обуће: опанак је био обућа целе војске, изузев официра. Војници друге класе добијали су само шињеле и шајкаче.
По другим изворима, пешадија прве класе имала је пушке Пибодовке, а друга Гриноваче. Међутим, укупан број острагуша оба система није прелазио 55.000 пушака, што је једва било довољно за пешадију прве класе. Такође, сачуване успомене људи који су стварно учествовали у борбама (Пера Тодоровић, који се борио на Шуматовцу и добио орден за храброст, и Живојин Мишић, који је као питомац командовао батаљоном Ваљевске бригаде друге класе), сведоче да је друга класа била наоружана готово искључиво руским спредњачама, а од униформе већином није имала ништа, већ се борила у сопственом цивилном оделу.

### 1882
Према последњем „преустројству“, од 28. јула 1878. године, које је важило до њеног укидања 1882, народна војска се састојала, по мобилизацијском плану, од 200 батаљона пешадије прве и друге класе, те 40 ескадрона коњице, поред војске која се разврстава у артиљеријске батерије и пионирске чете.стр.7

## Народне старешине
| Звање            | Постављење                                      | Дужност                                       | Еквивалентан чин |
| ---------------- | ----------------------------------------------- | --------------------------------------------- | ---------------- |
| Народни командир | Министар војни на предлог окружног начелника    | Помоћник команданта батаљона (који је официр) | Мајор            |
| Народни ађутант  | Окружни начелник на предлог среског начелника   | Помоћник народног командира                   | Ађутант          |
| Четовођа         | Окружни начелник на предлог председника општине | Командир чете                                 | Капетан          |
| Водник           | Окружни начелник на предлог председника општине | Командир вода                                 | Поручник         |
| Двајесник        | Окружни начелник на предлог председника општине | Командир полувода                             | Наредник         |
| Десетар          | Окружни начелник на предлог председника општине | Командир одељења                              | Каплар           |